# کل میچل
کل میچل (انگلیسی: Kel Mitchell؛ زادهٔ ۲۵ اوت ۱۹۷۸) یک هنرپیشه، نوازنده، نویسنده، و تهیه‌کننده موسیقی اهل ایالات متحده آمریکا است.

## گزیده فیلمشناسی

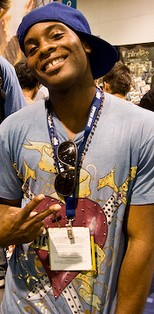

از فیلم‌ها یا برنامه‌های تلویزیونی که وی در آن نقش داشته‌است می‌توان به آثار زیر اشاره کرد.
- تمام این‌ها (۱۹۹۴–۱۹۹۹)
- سابرینا جادوگر نوجوان (۱۹۹۸)
- جوابش را پیدا کن (۱۹۹۸–۱۹۹۹)
- نمایش آماندا (۱۹۹۹)
- اتک آو د شو! (۲۰۰۸)
- مرغ ربات (۲۰۱۵)
- باب‌اسفنجی شلوارمکعبی (۲۰۱۹ جشن تولد بزرگ باب‌اسفنجی)
- رقص با ستارگان (۲۰۱۹)
- برگر خوب (۱۹۹۷)
- مردان اسرارآمیز (۱۹۹۹)
- ماجراهای راکی و بولوینکل (۲۰۰۰)
- مثل مایک: بسکتبال خیابانی (۲۰۰۶)